# Holcocephala agalla
Holcocephala agalla là một loài ruồi trong họ Asilidae. Holcocephala agalla được Walker miêu tả năm 1849. Loài này phân bố ở vùng Tân nhiệt đới.